# Dez Anéis (organização)
Os Dez Anéis (Ten Rings no original em inglês) é uma organização fictícia do Universo Cinematográfico Marvel. É uma organização criminosa clandestina fundada há mil anos pelo imortal senhor da guerra Xu Wenwu e batizada com o nome de seus dez anéis cósmicos. Uma criação original para o Universo Cinematográfico, o nome do grupo é uma homenagem aos dez anéis cósmicos do Mandarim da Marvel Comics.
Apareceu nos filmes Homem de Ferro (2008), Homem de Ferro 2 (2010), Homem de Ferro 3 (2013), Homem-Formiga (2015) e Shang-Chi e a Lenda dos Dez Anéis (2021); bem como o one-shot All Hail the King (2014) e a minissérie Ms. Marvel (2022). Os Dez Anéis foram posteriormente integrados ao Universo Marvel.

## Conceito e criação
A estréia do Homem de Ferro na Marvel Comics em Tales of Suspense #39 (março de 1963) foi uma colaboração entre o editor e roteirista Stan Lee, o roteirista Larry Lieber , o ilustrador Don Heck e o capista e designer de personagens Jack Kirby. Em sua história de origem, o rico industrial Tony Stark é ferido e feito prisioneiro por forças hostis no Vietnã devastado pela guerra , mas escapa de seus captores depois de construir e vestir uma armadura motorizada. Devido à linha do tempo flutuantedo Universo Marvel, os escritores atualizaram a guerra e o local em que Stark é ferido e constrói sua armadura. Na história original de 1963, era a Guerra do Vietnã. Na década de 1990, foi atualizado para ser a primeira Guerra do Golfo e na década de 2000 foi atualizado novamente para ser a Guerra do Afeganistão.
O roteirista Alfred Gough disse em 2007 que havia desenvolvido um filme do Homem de Ferro para a New Line Cinema que incluía o Mandarim como o vilão, concebendo o personagem como um terrorista indonésio mais jovem que se disfarçava de playboy rico que Tony Stark conhecia. No entanto, enquanto trabalhava em Homem de Ferro (2008), o diretor Jon Favrea omitiu o Mandarim em favor de Obadiah Stane como o principal antagonista do filme, acreditando que o personagem e os elementos de fantasia de seus anéis pareciam irreais e eram mais apropriados. para uma sequência com um tom alterado.  Em vez disso, o Mandarim é referenciado por meio do grupo terrorista chamado Dez Anéis no filme, inspirado nos dez anéis do Mandarim. O  Mandarim foi originalmente concebido como um rival de Tony Stark com um prédio próprio ao lado das Indústrias Stark, com o Mandarim eventualmente perfurando um buraco sob as Indústrias Stark para roubar toda a tecnologia de Stark para si mesmo; o produtor associado Jeremy Latchman descreveu essa história como "loucamente terrível" e "nada assombrosa". Favreau sentiu que apenas em uma sequência, com um tom alterado, a fantasia dos anéis do Mandarim seria apropriada. A decisão de colocá-lo em segundo plano é comparável a Sauron em O Senhor dos Anéis, ou Palpatine em Star Wars". Devido ao cenário dos filmes do Homem de Ferro no Afeganistão, os Dez Anéis são retratados como um grupo terrorista do Oriente Médio; o logotipo do grupo consistia em dez anéis entrelaçados adornados com a escrita mongol, um easter egg para as alegações do Mandarim de ser descendente de Gengis Khan nos quadrinhos. Após reclamações do governo da Mongólia sobre o uso do idioma estar relacionado ao terrorismo após o lançamento de Homem de Ferro 3 (2013), a Marvel emitiu um pedido de desculpas. As representações subsequentes dos Dez Anéis abandonaram as conotações com oterrorismo do Oriente Médio e os membros da organização foram redesenhados para se assemelhar aos de uma organização criminosa clandestina moderna.
No painel da San Diego Comic-Con da Marvel Studios em julho de 2019, o filme Shang-Chi e a Lenda dos Dez Anéis (2021) foi anunciado, confirmando o retorno dos Dez Anéis. Kevin Feige observou o papel da organização Dez Anéis em todo o Universo Cinematográfico e disse que o Mandarim seria apresentado neste filme com o ator de Hong Kong, Tony Leung escalado para o papel. O nome verdadeiro do personagem "Wenwu" foi revelado por Feige durante o Disney Investor Day em dezembro de 2019.  Devido ao elenco de Leung e à decisão de tornar Shang-Chi o filho do Mandarim em vez de Fu Manchu (mais tarde renomeado como Zheng Zu), os Dez Anéis foram completamente redesenhados para ter uma autêntica influência chinesa, com seus membros muito parecidos com o Si-Fan, a organização criminosa que o pai de Shang-Chi liderou na revista em quadrinhos Master of Kung Fu. O logotipo dos Dez Anéis foi atualizado da escrita mongol para caracteres chineses "inofensivos" que eram sinônimos de força ou poder escritos na antiga escrita de selos.
Wenwu diz que também era chamado de "Mestre Khan", pseudônimo usado na continuidade principal. Esta é uma possível alusão à ideia de que Wenwu é o próprio Genghis Khan.  Em Homem de Ferro (2008), Raza também menciona o império de Gengis Khan.

## História da organização fictícia

### Origem
Há milhares de anos, Xu Wenwu encontra os Dez Anéis, armas místicas que concedem imortalidade e grande poder ao seu usuário. Wenwu reúne um exército de guerreiros, batizado com o nome de seus Dez Anéis, e conquista muitos reinos e derruba governos ao longo da história. Em 1996, Wenwu tenta invadir o reino místico de Ta Lo, mas é parado e derrotado pelo guardião da vila, Ying Li . Wenwu e Li se apaixonam; proibido de se estabelecer em Ta Lo devido ao seu passado de senhor da guerra, Wenwu leva Li com ele para sua casa na China, onde se casam e têm dois filhos, Shang-Chi e Xialing. Satisfeito com sua nova vida, Wenwu desiste de suas armas e desativa a organização dos Dez Anéis para ficar com sua família. Quando Li é assassinado pela tríade Iron Gang,  antigos rivais dos Dez Anéis, Wenwu retoma seus anéis e reativa a organização dos Dez Anéis, tendo Shang-Chi treinado em artes marciais como um assassino pelo Death Dealer ; Xialing está proibida de treinar por lembrar Wenwu muito de Li. Quando Shang-Chi tem 14 anos, Wenwu o despacha para matar o líder da Gangue de Ferro e vingar Li. Apesar de seu sucesso, Shang-Chi fica traumatizado com a provação e abandona os Dez Anéis, com Xialing seguindo depois seis anos depois.

### Criando o Homem de Ferro
Em 2010, Obadiah Stane, que traficava armas das Indústrias Stark para os Dez Anéis, contrata a célula do Afeganistão para atacar um comboio militar dos EUA no país. Sem o conhecimento dos Dez Anéis, o comboio incluía um visitante Tony Stark, a quem Stane esperava que os Dez Anéis matassem para ganhar o controle das Indústrias Stark. A célula do Afeganistão captura Stark vivo e envia uma mensagem de vídeo para Stane, exigindo mais dinheiro. O líder da célula, Raza, exige que Stark construa um míssil Jericho em troca de sua liberdade. Sabendo que Raza não cumpriria sua palavra, Stark e seu companheiro de cativeiro Yinsen constroem um protótipo de armadura motorizada.para ajudar em sua fuga. Os Dez Anéis ficam sabendo de seus planos e atacam sua oficina; Yinsen se sacrifica para salvar Stark, que usa sua armadura para derrotar seus captores e destruir suas armas. Apesar desse revés, os Dez Anéis continuariam trabalhando com Stane, eventualmente comprando mísseis Jericho para atacar várias aldeias, incluindo a aldeia natal de Yinsen, Gulmira. Stark veste uma versão mais elegante e poderosa de sua armadura improvisada e voa para o Afeganistão, onde salva os aldeões dos Dez Anéis. Enquanto isso, Raza e seus homens conseguem resgatar os restos do protótipo do traje de Stark e se encontrar com Stane. Stane traiu Raza e matou toda a célula do Afeganistão por seus mercenários, levando o protótipo da armadura para si.
Pouco depois de Stark revelar publicamente sua identidade como Homem de Ferro, os Dez Anéis ajudam a fazer com que Ivan Vanko viaje para Mônaco para se vingar de Stark.

### Ataques imitadores
Em 2012, em um esforço para encobrir explosões desencadeadas por soldados submetidos ao programa Extremis , Aldrich Killian e o think tank Advanced Idea Mechanics (AIM) contratam o ator inglês Trevor Slattery para retratar Wenwu em vídeos de propaganda que são transmitidos para o mundo onde ele e os Dez Anéis reivindicam o crédito pelas explosões. Possuindo conhecimento limitado da história de Wenwu e baseando-se apenas nas lendas do homem, Killian cria a persona de "o Mandarim" para Slattery e até usa o título para si mesmo; Slattery está completamente alheio ao verdadeiro ignificado de suas ações, acreditando que está apenas estrelando um filme.
Wenwu está indignado com a apropriação de sua imagem e organização; com Killian morto devido às ações de Tony Stark, Wenwu envia o agente dos Dez Anéis , Jackson Norriss, para tirar Slattery da prisão para ser executado. No entanto, Wenwu se diverte com as performances de Slattery e o mantém preso em seu complexo como um " bobo da corte " para entretê-lo e aos Dez Anéis.
Em 2015, quando Darren Cross tenta vender os trajes Jaqueta Amarela e Homem-Formiga, os Dez Anéis enviam um de seus agentes como comprador. A trama é frustrada por Scott Lang.

### Batalha de Ta Lo
Em 2024, Wenwu começa a ouvir a voz de Li, dizendo que ela está presa em Ta Lo. Wenwu envia os Dez Anéis para pegar os pingentes que Li presenteou seus filhos, Shang-Chi e Xialing. Razor Fist lidera a missão de obter o pingente de Shang-Chi durante uma viagem de ônibus em San Francisco . Quando a missão foi um sucesso, Wenwu envia seus homens para pegar o pingente de Xialing em seu clube de luta em Macau , o que leva a uma briga resultante entre Shang-Chi e Xialing contra os agentes dos Dez Anéis, liderados por Razor Fist e Death Dealer. Wenwu separa a briga e leva seus filhos e a amiga de Shang-Chi, Katy.para o complexo dos Dez Anéis, onde ele explica a situação de Li e usa seus dois pingentes para criar um mapa que revela a localização e a hora de entrar em Ta Lo. Depois de revelar um pouco da história de seu filho para Katy, Wenwu revela seus planos para destruir a vila após libertar Li. Ele então aprisiona seus filhos e Katy quando eles se recusam a seguir com seu plano. Os três mais tarde escapam do complexo com Slattery e seu companheiro hundun Morris para avisar Ta Lo sobre os Dez Anéis. Em vez de persegui-lo, Wenwu decide esperar até a data planejada para invadir Ta Lo.
Wenwu e os Dez Anéis chegam a Ta Lo para destruir o selo que segurava sua esposa, iniciando uma batalha entre os Dez Anéis e os habitantes da vila. Guiado pela voz de Li, Wenwu começa a quebrar o selo que a segura em Ta Lo; sem o conhecimento dele, Wenwu está sendo manipulado pelo Dweller-in-Darkness, que estava usando a voz de Li para enganar Wenwu para que destruísse seu selo com seus dez anéis. Ao descobrir que suas armas são inúteis contra o Morador e seus asseclas com um desses asseclas matando o Death Dealer, os Dez Anéis firmam uma trégua com os aldeões para lutar contra a nova ameaça. Enquanto isso, Wenwu finalmente percebe seu erro e se sacrifica para salvar Shang-Chi do Morador, legando a ele os dez anéis, que Shang-Chi usa para destruir o Morador. Após a batalha, os membros sobreviventes dos Dez Anéis e os aldeões se juntam para homenagear os mortos em uma cerimônia de lanterna de papel. Xialing é aconselhado por Shang-Chi a desmantelar os Dez Anéis.
Após a morte de Wenwu, Xialing vai contra o conselho de Shang-Chi e assume a liderança dos Dez Anéis, que ela reestrutura para incluir lutadoras na organização anteriormente exclusivamente masculina.

## Versões alternativas
Uma versão alternativa dos Dez Anéis aparece na série animada What If...?.

### Frustrado por Killmonger
Mais informações: E se... Killmonger resgatou Tony Stark?
Em um 2010 alternativo, Erik "Killmonger" Stevens salva Tony Stark quando os Dez Anéis atacam seu comboio militar no Afeganistão. Tendo se infiltrado anteriormente nos Dez Anéis, Killmonger usa suas informações de seu tempo dentro da organização para expor o envolvimento de Obadiah Stane no ataque, levando à sua prisão.

### Aliança com Hela
Em um universo alternativo, Hela é banida para a Terra na China medieval por Odin por sua sede de sangue e despojada de sua coroa e poderes. Wenwu tenta, sem sucesso, recrutar Hela para os Dez Anéis e ela escapa depois de não conseguir roubar seus anéis. Mais tarde, Odin ataca os Dez Anéis, mas Hela vem em seu socorro depois de ter mudado de idéia enquanto estava no reino místico de Ta Lo e derrota Odin, ganhando de volta sua coroa e o trono de Asgard. Os exércitos de Asgard e dos Dez Anéis posteriormente se unem para formar um império de libertadores para garantir a liberdade nos Nove Reinos e além. Esta força combinada mais tarde resgata o povo de Gamora enquanto Thanos se prepara para matá-los.

### Preso pelo Doutor Estranho
O Xu Wenwu e os Dez Anéis de outro universo alternativo estão entre os sequestrados pelo Doutor Estranho Supremo e presos. Libertados pela Capitã Carter, eles participam da batalha entre os prisioneiros libertados, com Wenwu lutando brevemente contra o Pantera Negra Killmonger. Antes de retornar ao seu próprio universo, Wenwu dá a Kahhori seus anéis para lutar contra o Doutor Estranho.

## Marvel Comics
Após suas aparições no Universo Cinematográfico da Marvel, a organização dos Dez Anéis foi incorporada à Marvel Comics. A existência da organização foi provocada em Ironheart #1 (novembro de 2018 ), pela roteiristas Eve Ewing, e pelos desenhistas Kevin Libranda, Geoffo e Luciano Vecchio e fez sua estreia oficial em quadrinhos na edição seguinte. Ao contrário dos filmes, a organização dos Dez Anéis nos quadrinhos não tem relação com o Mandarim .
Os Dez Anéis são uma sociedade secreta que construiu seus princípios em torno da Fonte do Poder. Ironheart se tornou seu primeiro alvo, onde ela é emboscada por dois assassinos que foram fortalecidos pela Fonte do Poder. Eles queriam que Ironheart cedesse ao poder dela apenas para que Ironheart os atacasse. Eles desaparecem após a luta.
Os Dez Anéis enviam Midnight's Fire para lutar contra Ironheart para ver se ela era digna de se juntar a eles.  Durante sua luta com Midnight's Fire, Ironheart descobre que os Dez Anéis são uma organização terrorista cujas formas de ações secretas levaram algumas pessoas a acreditar que eles são um mito. Midnight's Fire descreve sua história com Ironheart e tenta fazer com que ela se junte a eles. Ela o recusa e a luta continua. Os Dez Anéis foram responsáveis por fazer com que o vereador Thomas Birch fosse eleito governador de Illinois. A fim de parecer bom para a eleição de Birch, Midnight's Fire fez algumas crianças cometerem crimes. Quando Ironheart aparece para parar os Dez Anéis, Midnight's Fire lutou contra ela e foi derrotado. Então Midnight's Fire e Birch são presos pelas autoridades.
Os Dez Anéis despacham sua operativa Eclipse para Chicago para que ela possa realizar um rito mágico que transformaria seus cidadãos em zumbis . Ironheart e Wasp interrompem o ritual no Aeroporto Internacional O'Hare , mas Eclipse se teletransporta.
Ironheart mais tarde descobre que seu pai Demetrius "Riri" Williams fingiu sua morte em um assalto a um posto de gasolina que deu errado e se juntou aos Dez Anéis, onde de alguma forma desenvolveu geocinese.

## Outras versões

### Secret Wars(2015)
Em Secret Wars , os Dez Anéis são um dos muitos clãs de artes marciais que residem na região de K'un-L'un de Battleworld inspirada em wuxia . Os Dez Anéis têm a maior autoridade em K'un-L'un devido ao seu mestre, o Imperador Zheng Zu, vencer o torneio das Treze Câmaras por quase 100 anos. Os impiedosos Dez Anéis são os inimigos jurados da benevolente escola do Punho de Ferro e seus membros têm a habilidade de usar dez técnicas de artes marciais baseadas nos anéis do Mandarim .

## Outras mídias

### Televisão
Na série animada Iron Man: Armored Adventures , Xin Zhang , a representação do Mandarim no show e mais tarde seu enteado e sucessor como o Mandarim Gene Khan lidera o Tong .  Tong é o nome de um tipo de organização criminosa de imigrantes chineses nos Estados Unidos.

### Jogos de tabuleiros
Em Secret Wars Volume 2 para Legendary: A Marvel Deck Building Game , há uma adaptação da versão Battleworld de Zheng Zu como Imperador de K'un-Lun e a escola dos Dez Anéis, o nome do imperador é escrito Zheng Zhu.